# Daan Myngheer
Daan Myngheer (* 13. April 1993 in Roeselare, Belgien; † 28. März 2016 in Ajaccio, Frankreich) war ein belgischer Radrennfahrer.

## Leben
2011 wurde Myngheer belgischer Juniorenmeister im Straßenrennen. Zweimal wurde er Meister der Provinz Westflandern, 2010 als Junior und 2013 in der Klasse U-23.
Am 26. März 2016 startete er beim Critérium International 2016 auf Korsika. Auf den letzten 25 Kilometern der ersten Etappe ließ sich Myngheer vom Fahrerfeld zurückfallen und später medizinisch betreuen. Während er von einem Rettungswagen ins Krankenhaus von Ajaccio gebracht wurde, erlitt er einen Herzinfarkt mit Herzstillstand. Er starb im Krankenhaus an den Folgen des Infarkts.

## Teams
- 2015 Vérandas Willems
- 2016 Roubaix Lille Métropole